# 西経59度線
西経59度線（せいけい59どせん）は、本初子午線面から西へ59度の角度を成す経線である。北極点から北極海、北アメリカ、大西洋、南アメリカ、南極海、南極大陸を通過して南極点までを結ぶ。
西経59度線は、東経121度線と共に大円を形成する。

## 通過する地域一覧
西経59度線は、北極点から南極点まで南に向かって以下の場所を通っている。
| 地理座標                                             | 国土・領土・領海           | 備考 |
| ---------------------------------------------------- | -------------------------- | --- |
| 北緯90度0分 西経59度0分 / 北緯90.000度 西経59.000度  | 北極海                     | |
| 北緯83度30分 西経59度0分 / 北緯83.500度 西経59.000度 | リンカーン海               | |
| 北緯82度4分 西経59度0分 / 北緯82.067度 西経59.000度  | グリーンランド             | |
| 北緯81度56分 西経59度0分 / 北緯81.933度 西経59.000度 | ニューマン湾（英語版）     | |
| 北緯81度52分 西経59度0分 / 北緯81.867度 西経59.000度 | グリーンランド             | |
| 北緯75度42分 西経59度0分 / 北緯75.700度 西経59.000度 | バフィン湾                 | |
| 北緯70度0分 西経59度0分 / 北緯70.000度 西経59.000度  | デービス海峡               | |
| 北緯60度0分 西経59度0分 / 北緯60.000度 西経59.000度  | 大西洋                     | ラブラドル海 |
| 北緯55度9分 西経59度0分 / 北緯55.150度 西経59.000度  | カナダ                     | ニューファンドランド・ラブラドール州 — ラブラドール地方 ケベック州（北緯52度0分 西経59度0分 / 北緯52.000度 西経59.000度から）                                |
| 北緯50度46分 西経59度0分 / 北緯50.767度 西経59.000度 | セントローレンス湾         | |
| 北緯48度40分 西経59度0分 / 北緯48.667度 西経59.000度 | カナダ                     | ニューファンドランド・ラブラドール州 — ポート・オー・ポート半島（ニューファンドランド島）                                                                    |
| 北緯48度31分 西経59度0分 / 北緯48.517度 西経59.000度 | セントジョージ湾（英語版） | |
| 北緯48度8分 西経59度0分 / 北緯48.133度 西経59.000度  | カナダ                     | ニューファンドランド・ラブラドール州 — ニューファンドランド島                                                                                                |
| 北緯47度35分 西経59度0分 / 北緯47.583度 西経59.000度 | 大西洋                     | |
| 北緯7度53分 西経59度0分 / 北緯7.883度 西経59.000度   | ガイアナ                   | ベネズエラが領有権を主張する地域（グアヤナエセキバ） |
| 北緯1度19分 西経59度0分 / 北緯1.317度 西経59.000度   | ブラジル                   | ロライマ州 アマゾナス州（北緯0度14分 西経59度0分 / 北緯0.233度 西経59.000度から） マットグロッソ州（南緯8度46分 西経59度0分 / 南緯8.767度 西経59.000度から） |
| 南緯16度18分 西経59度0分 / 南緯16.300度 西経59.000度 | ボリビア                   | |
| 南緯19度24分 西経59度0分 / 南緯19.400度 西経59.000度 | パラグアイ                 | |
| 南緯24度39分 西経59度0分 / 南緯24.650度 西経59.000度 | アルゼンチン               | |
| 南緯38度40分 西経59度0分 / 南緯38.667度 西経59.000度 | 大西洋                     | |
| 南緯51度23分 西経59度0分 / 南緯51.383度 西経59.000度 | フォークランド諸島         | 東フォークランド島（ アルゼンチンが領有権を主張） |
| 南緯52度3分 西経59度0分 / 南緯52.050度 西経59.000度  | 大西洋                     | |
| 南緯60度0分 西経59度0分 / 南緯60.000度 西経59.000度  | 南極海                     | |
| 南緯62度12分 西経59度0分 / 南緯62.200度 西経59.000度 | サウス・シェトランド諸島   | キングジョージ島、ネルソン島 — アルゼンチンと チリと イギリスが領有権を主張                                                                                  |
| 南緯62度20分 西経59度0分 / 南緯62.333度 西経59.000度 | 南極海                     | |
| 南緯63度40分 西経59度0分 / 南緯63.667度 西経59.000度 | 南極大陸                   | 南極半島 — アルゼンチンと チリと イギリスが領有権を主張 |
| 南緯64度57分 西経59度0分 / 南緯64.950度 西経59.000度 | 南極海                     | ウェッデル海 |
| 南緯75度29分 西経59度0分 / 南緯75.483度 西経59.000度 | 南極大陸                   | アルゼンチン（アルゼンチン領南極）と チリ（チリ領南極）と イギリス（イギリス領南極地域）が領有権を主張                                                       |